# Ľudovít Baldovský
Ľudovít Baldovský (* 24. listopadu 1948) je slovenský a československý lékař, bývalý politik Strany slobody a poslanec Sněmovny lidu Federálního shromáždění po sametové revoluci.

## Biografie
V lednu 1990 usedl v rámci procesu kooptací do Federálního shromáždění po sametové revoluci za Stranu slobody do Sněmovny lidu (volební obvod č. 172 - Považská Bystrica, Středoslovenský kraj). Ve Federálním shromáždění setrval do konce funkčního období, tedy do svobodných voleb roku 1990.
V lednu 1991 se stal místopředsedou organizace Slovenský katolícky kruh v Košicích.